# Melanaspis rotunda
Melanaspis rotunda är en insektsart som beskrevs av Ferris 1943. Melanaspis rotunda ingår i släktet Melanaspis och familjen pansarsköldlöss. Inga underarter finns listade i Catalogue of Life.